# Ленина (Горбацевичский сельсовет)
Ле́нина (бел. Леніна) — посёлок в составе Горбацевичского сельсовета Бобруйского района Могилёвской области Республики Беларусь.
До 6 июня 2006 года населённый пункт имел статус деревни.

## Население
- 1999 год — 22 человека
- 2010 год — 26 человек